# Vouvouni
Vouvouni är en ort i Komorerna.   Den ligger i distriktet Grande Comore, i den västra delen av landet, 5 km söder om huvudstaden Moroni. Vouvouni ligger 17 meter över havet och antalet invånare är 311. Den ligger på ön Grande Comore.
Terrängen runt Vouvouni är varierad. Havet är nära Vouvouni åt sydväst.  Närmaste större samhälle är Moroni, 5,5 km norr om Vouvouni. 